# 意大利大街 (多倫多)
意大利大街（英語：Corso Italia）是加拿大安大略省多倫多的一個社區，位於聖卡拉西路，在西山路（Westmount Avenue；即德化林街以東）與蘭士登路之間。它包含在更大的意大利大街-德文璞市政社區內。
社區有許多咖啡館、時裝店、鞋店、食肆、食品市場，以及幾家意式雪糕店及烘培坊。該社區被認為是多倫多繼書院街小意大利之後的第二個意大利族裔飛地。該地區還有規模較大的拉丁裔及葡萄牙裔社群。

## 歷史

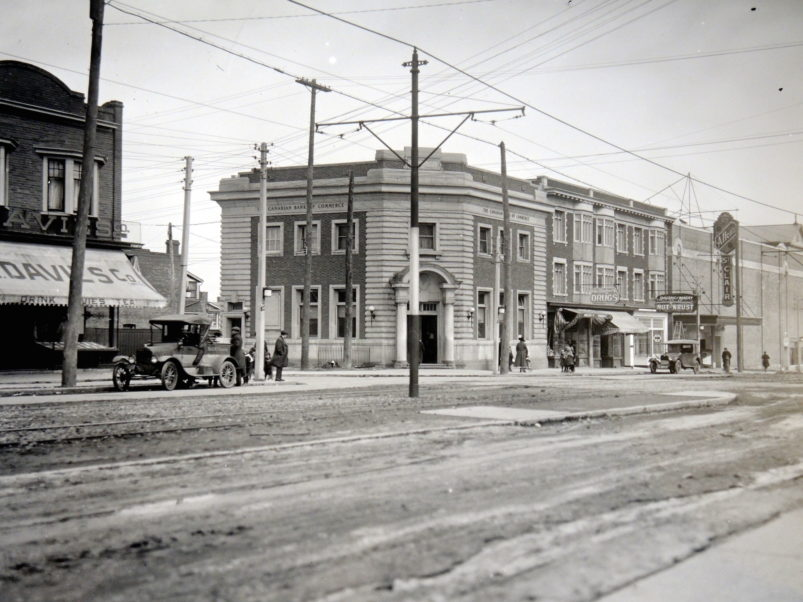
意大利大街社區內的德化林街夾聖卡拉路的路口。該地區在1900年代由英國移民定居。

該社區所在地區早期曾是伯爵閣社區的東半部。伯爵閣最初於1906年由英國移民定居，1910年被併入多倫多市。
到 1970 年代，來自書院街小意大利的意大利移民向北遷至聖卡拉路。聖卡拉西路最大的慶祝活動之一為意大利贏得1982年國際足協世界盃，估計有300,000名球迷參與其中，由加里東道（Caledonia Road）至橡林路（Oakwood Avenue）之間近20個街區的街道被關閉。1981年，約有35,000名意大利裔居住在該地區，但到1991年，這一數字已降至20,000人。雖然意大利大街仍十分具有意大利風情，但該社區的人口結構發生了巨大變化，意大利裔人口比原來少了甚多。大部分意大利裔人口已遷至多倫多西北部的郊區，特別是旺市、皇帝市及卡利登。
意大利大街於1984年成為多倫多的商業促進區。

## 外部連結
- Corso Italia BIA （页面存档备份，存于）
- Contours of Postwar Italian Immigration to Toronto （页面存档备份，存于）
- City of Toronto - Corso Italia-Davenport Neighbourhood Profile （页面存档备份，存于）